# Lunar Sortie Vehicle

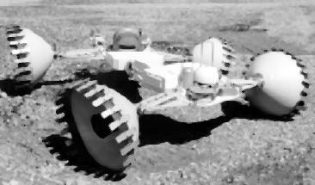
Lunar Sortie Vehicle.

Lunar Sortie Vehicle o LSV fue una propuesta de vehículo tripulado para la exploración de la superficie lunar hecha por North American en 1971 y concebido como un tren sin vías férreas. Consistía en tres unidades presurizadas y varias sin presurizar alojando los módulos de energía y equipamiento.
Una de las unidades presurizadas funcionaría como locomotora en uno de los extremos y tendría seis ruedas. Las unidades presurizadas consistirían en cilindro con extremos semiesféricos. La unidad de energía iría en el medio del "tren" y consistiría en un gran generador termoeléctrico de radioisótopos que utilizaría plutonio u otros isótopos para generar 3,5 kW de potencia.
El LSV podría alojar hasta a seis tripulantes para misiones de 90 días de duración.